# Assaig de Bernoulli
En la teoria de probabilitat i estadística, un assaig de Bernoulli és un experiment aleatori en el qual només es poden obtenir dos resultats (habitualment etiquetats com a  èxit  i  fracàs ). S'anomena així en honor de Jakob Bernoulli.
Des del punt de vista de la teoria de la probabilitat, aquests assajos estan modelats per una variable aleatòria que pot prendre només dos valors, 0 i 1. Habitualment, s'usarà l'1 per representar l'èxit.
Si  p  és la probabilitat d'èxit, llavors el valor de l'valor esperat de la variable aleatòria és  p  i el seu variància,  p  (1 -  p ).
Els processos de Bernoulli són els que resulten de la repetició en el temps d'assajos de Bernoulli independents però idèntics.

## Exemples
A la pràctica, els assajos de Bernoulli s'utilitzen per modelar fenòmens aleatoris que només tenen dos resultats possibles, com ara:
- En llançar una moneda, comprovar si surt cara ( èxit ) o creu ( fracàs ). Se sol suposar que una moneda té una probabilitat d'èxit de 0,5.
- En llançar un dau, veure si s'obté un sis ( èxit ) o qualsevol altre valor ( fracàs ).
- Al realitzar una enquesta política, després d'escollir un votant a l'atzar, veure si aquest votarà «sí» en un referèndum proper.
- Era el nadó nena?
- Són verds els ulls d'una persona?
- Va decidir un client potencial comprar determinat producte?

Cal entendre que  èxit  i  fracàs  són etiquetes per als resultats i que no ha de ser interpretat literalment.